# Heinrich Rindfleisch
Heinrich Rindfleisch (ur. 3 marca 1916 w Strasburgu, zm. lipiec 1969 w Rheinhausen) – zbrodniarz hitlerowski, jeden z lekarzy SS pełniących służbę w obozach koncentracyjnych i SS-Obersturmführer.

## Życiorys
W 1941 ukończył studia medyczne i wstąpił do SS. W tym samym roku rozpoczął służbę w obozach koncentracyjnych. Był lekarzem obozowym kolejno w Gross-Rosen, Ravensbrück i Sachsenhausen. Od 20 stycznia 1944 do 21 lipca 1944 Rindfleisch był naczelnym lekarzem obozowym w Majdanku. Brał udział w selekcjach, egzekucjach i pseudoeksperymentach medycznych. W styczniu 1945 został przeniesiony do służby w 16 Dywizji Grenadierów Pancernych Reichsführer SS.
Po zakończeniu wojny Rindfleisch był poszukiwany przez władze francuskie, polskie i belgijskie za morderstwa dokonywane na więźniach obozów koncentracyjnych. Nie niepokojony pracował aż do śmierci jako naczelny chirurg w szpitalu w Rheinhausen.